# Нижнетуринская ГРЭС
Нижнетури́нская ГРЭС — электростанция федерального значения, ГРЭС в городе Нижняя Тура Свердловской области. Входит в состав Свердловского филиала ПАО "Т Плюс".

## История
Нижнетуринская ГРЭС стала первой крупной электростанцией с котлами высокого давления на Урале и второй ГРЭС в районе после Среднеуральской ГРЭС, первые турбины которой были запущены в 1936 г.
По изначальному плану Нижнетуринская ГРЭС должна была работать на базе угля Богословского и Волчанского месторождений, расположенных к северу от Нижней Туры, и поставлять электроэнергию на юг, вплоть до областного центра — Свердловска. Строительство планировалось развернуть ещё в середине 1940-х гг., но реальная работа на площадке началась лишь через 3 года после окончания войны. Возможно, строительство Нижнетуринской ГРЭС частично было обусловлено возведением завода по электромагнитному разделению изотопов урана (которое отличается высокой энергоёмкостью) в посёлке Горный в двух километрах к северо-западу от Нижней Туры.
20 октября 1948 года началось строительство Нижнетуринской ГРЭС, а уже в декабре 1950 г. была введены в строй 2 турбины суммарной мощностью 105 МВт. Одна из этих турбин производства швейцарской компании «Brown, Boveri & Cie» проработает до 2016 г. Осенью того же года начал работу близлежащий завод по обогащению урана. Использование теплофицикационных турбин позволило электростанции обеспечивать теплоэнергией город Нижняя Тура и пос. Горный. Таким образом, формально называясь ГРЭС, Нижнетуринская электростанция работала в режиме ТЭЦ.
В 1954 году Нижнетуринская ГРЭС была связана со Свердловском (подстанция «Южная») одной из первых на Урале ЛЭП напряжением 220 кВ. Около 1962 г. ЛЭП напряжением 220 кВ дошли от Нижнетуринской ГРЭС до Серова и Краснотурьинска, позволив тем самым выдавать мощность для металлургических заводов Серово-Богословского энергоузла в дополнение к мощности Серовской ГРЭС.
К концу 1955 г. все запланированные к установке генерирующие мощности электростанции были введены в эксплуатацию. Последними были подключены 3 паровые турбины мощностью по 100 МВт. Суммарная мощность ГРЭС достигла 563 МВт, что более, чем в 2 раза превысило мощность Среднеуральской ГРЭС и сделало Нижнетуринскую ГРЭС крупнейшей на Урале. Однако, уже в конце 1950-х и 1960-е гг. на Урале были возведены Серовская, Верхнетагильская, Южноуральская, Троицкая ГРЭС, которые были расположены ближе к угольным разработкам. В тот же период под Свердловском была построена вторая очередь Среднеуральской ГРЭС.
В следующие годы котельное оборудование Нижнетуринской ГРЭС было переведено на сжигание привозного экибастузского угля вместо местного богословского и волчанского. Экибастузский уголь отличает высокая растущая зольность, большая абразивность золы и малый выход летучих соединений. Несмотря на плохие характеристики угля, экибастузские угольные предприятия поставляли огромное количество дешёвого угля, чем не могли похвастаться истощающиеся уральские месторождения. В частности, в 1965—1979 гг. в Экибастузе был построен разрез «Богатырь» проектной мощностью 50 млн тонн угля в год (в 1985 г. была достигнута максимальная годовая производительность — 56,8 млн тонн угля.), который на тот период был наиболее производительным в мире. В 1979—1985 г. в Экибастузе был построен разрез «Восточный» мощностью 30 млн т в год.
В 1970-х гг. на север Свердловской области поступил первый газ из Западной Сибири. Вследствие этого часть котлов ГРЭС была переведена на сжигание природного газа (к началу 2010-х гг. обеспечивает более половины нужд электростанции в топливе).
В 1989 г. электроэнергия от Нижнетуринской ГРЭС поступила в Качканар и Горнозаводск, который к тому времени уже был связан с подстанцией 500 кВ Калино.
При реформировании РАО «ЕЭС России» в году станция была выделена из состава ОАО «Свердловэнерго» и передана ОАО «ТГК-9» в 2005 г.
К началу 2010-х гг. значительная часть оборудования ГРЭС была выведена из эксплуатации, продолжавшейся более полувека. Мощность ГРЭС сократилась до 268 МВт по электроэнергии и 430 Гкал/ч по теплу.

## Новые энергоблоки
Ещё во время существования РАО «ЕЭС России», в 2007 г., планировалось расширение Нижнетуринской ГРЭС: планы предусматривали установку новой турбины мощностью 115 МВт и ввод 1-2 пылеугольных блоков суммарной мощностью 600—660 МВт.
Однако, повышение цен на уголь и возможность использования эффективной парогазовой технологии вынудило ОАО «ТГК-9» пересмотреть планы. Новый проект реконструкции ГРЭС, получивший название «Аквамарин», предусматривал строительство двух парогазовых блоков мощностью по 230 МВт и 2 водогрейных котлов мощностью по 261 Гкал/ч. Каждый энергоблок включает газовую турбину GT13E2 с генератором («Alstom», Швейцария), паровую турбину КТ-63-7,7 (ЗАО «Уральский турбинный завод»), котёл-утилизатор ПК-87 (ОАО «ЗИО „Подольский машиностроительный завод“»), турбогенератор ТФ-63-2УХЛЗ (НПО «Элсиб»).
Строительные работы начало ОАО «ТЭК Мосэнерго» в ноябре 2012 года. Согласно договору о предоставлении мощности они должны быть подключены к сети к началу 2016 года. Торжественный запуск полностью реконструированной станции в эксплуатацию произведён 15 декабря 2015 года в присутствии губернатора Свердловской области Евгения Куйвашева. Пуск новых современных энергоблоков ГРЭС позволил полностью вывести из эксплуатации устаревшие мощности, проработавшие 65 лет.
К 2020 году, в регионе планируется ввести в строй 2400 МВт новых генерирующих мощностей, что позволит высвободить почти 730 МВт морально и физически устаревшего оборудования.

## Прочее
Из характерного вида машинного зала с тремя трубами одинаковой высоты получила народное прозвище «Аврора».
Формально в состав филиала «Нижнетуринская ГРЭС» входит малая ГЭС в г. Верхотурье